# Ḷ́
Ḷ́ (minuscule : ḷ́), appelé L accent aigu point souscrit, est une lettre latine utilisée dans l’écriture du heiltsuk.
Il s’agit de la lettre L diacritée d’un accent aigu et d’un point souscrit.

## Représentations informatiques
Le L accent aigu point souscrit peut être représenté avec les caractères Unicode suivants : 
- composé et normalisé NFC (latin étendu additionnel, diacritiques) :

| formes    | représentations | chaînes de caractères | points de code | descriptions                                                     |
| --------- | --------------- | --------------------- | -------------- | ---------------------------------------------------------------- |
| capitale  | Ḷ́               | Ḷ◌́                    | U+1E36 U+0301  | lettre majuscule latine l point souscrit diacritique accent aigu |
| minuscule | ḷ́               | ḷ◌́                    | U+1E37 U+0301  | lettre minuscule latine l point souscrit diacritique accent aigu |

- décomposé et normalisé NFD (latin de base, diacritiques) :

| formes    | représentations | chaînes de caractères | points de code       | descriptions                                                                 |
| --------- | --------------- | --------------------- | -------------------- | ---------------------------------------------------------------------------- |
| capitale  | Ḷ́               | L◌̣◌́                   | U+004C U+0323 U+0301 | lettre majuscule latine l diacritique point souscrit diacritique accent aigu |
| minuscule | ḷ́               | l◌̣◌́                   | U+006C U+0323 U+0301 | lettre minuscule latine l diacritique point souscrit diacritique accent aigu |

## Sources
- Alphabet heiltsuk, Bella Bella Community School.